# Cyclopeltis zamboangana
Cyclopeltis zamboangana là một loài dương xỉ trong họ Lomariopsidaceae. Loài này được Copel. mô tả khoa học đầu tiên năm 1952.
Danh pháp khoa học của loài này chưa được làm sáng tỏ. 